# Break on Through (To the Other Side)
Break on Through (To the Other Side) – utwór amerykańskiej grupy The Doors wydany na ich debiutanckim albumie The Doors w 1967 roku. Znalazł się na 104. miejscu amerykańskich list przebojów. Utwór znajdował się również na płycie demo grupy z 1965 roku. 
Część tekstu napisanego przez Jima Morrisona zaczerpnięta została z książki Johna Rechy'ego "City of Night." Piosenka wywołała swego czasu sporo kontrowersji. Tekst Przejście (przebicie się) na drugą stronę odnosi się do przekraczania granic w stanie po zażyciu narkotyków popularnych również wśród muzyków. Na płycie oryginalny wers "She gets high" został przez wytwórnię ocenzurowany tak by fragment brzmiał "she get uuggh". Na koncertach jednak Morrison śpiewał oryginalny tekst, co słychać na albumach koncertowych. 
Treść piosenki mówi o egzystencjalnym strachu człowieka przed przemijaniem, niszczycielską działalnością czasu i cierpieniem z nią związanym. 
Utwór został napisany w metrum 4/4 w dość szybkim tempie. Perkusja grana przez Johna Densmore'a inspirowana była brazylijską bossa novą. Na wokal składają się dwie połączone ścieżki z wokalem Jima Morrisona.